# Ottawa
Ottawa [ótava] je glavno mesto Kanade in je z 836.400 prebivalci drugo največje mesto v provinci Ontario. Leži 520 km od Toronta.
Mesto leži ob reki Ottawa River (angl.) oz. Rivière des Outaouais (franc.), ki je mejna reka med provincama Ontario in Québec. Ime je dobila po lokalnem indijanskem plemenu (med njimi je deloval tudi slovenski misijonar Friderik Baraga).
Prva evropska naselbina je nastala na začetku 19. stoletja in je bila nekakšno logistično središče za transport lesa. Pomembno je postalo leta 1832, ko so po načrtih generala Johna By-ja do mesta zgradili kanal Rideau (ko je bil zgrajen, zaradi premirja z ZDA ni bil več vojaško pomemben), takrat je mesto dobilo ime Bytown (danes se tako imenuje najstarejši del mesta). Današnje ime je dobilo leta 1855, glavno mesto Kanade (v tistem času današnji provinci Ontario in Québec) pa je postalo zadnji dan leta 1857 z odlokom britanske kraljice Viktorije, najverjetneje kot salamonska odločitev v sporu med Torontom in Montréalom, ker je približno enako oddaljeno od obeh protikandidatov, na meji med tedanjima kanadskima upravnima enotama in na angleško - francoski etnični meji.
Med najzanimivejšimi znamenitostmi mesta sta kanadski parlament ter Muzej civilizacije v Hullu na québeški strani reke.
Mesto ima mednarodno letališče Macdonald - Cartier in neposredno železniško povezavo s Torontom in Montréalom. Mestni promet je urejen z avtobusi.
Ker je Ottava glavno mesto Kanade, sta uradna jezika v tako francoščina, kot angleščina.